# Чеслав Бобровський

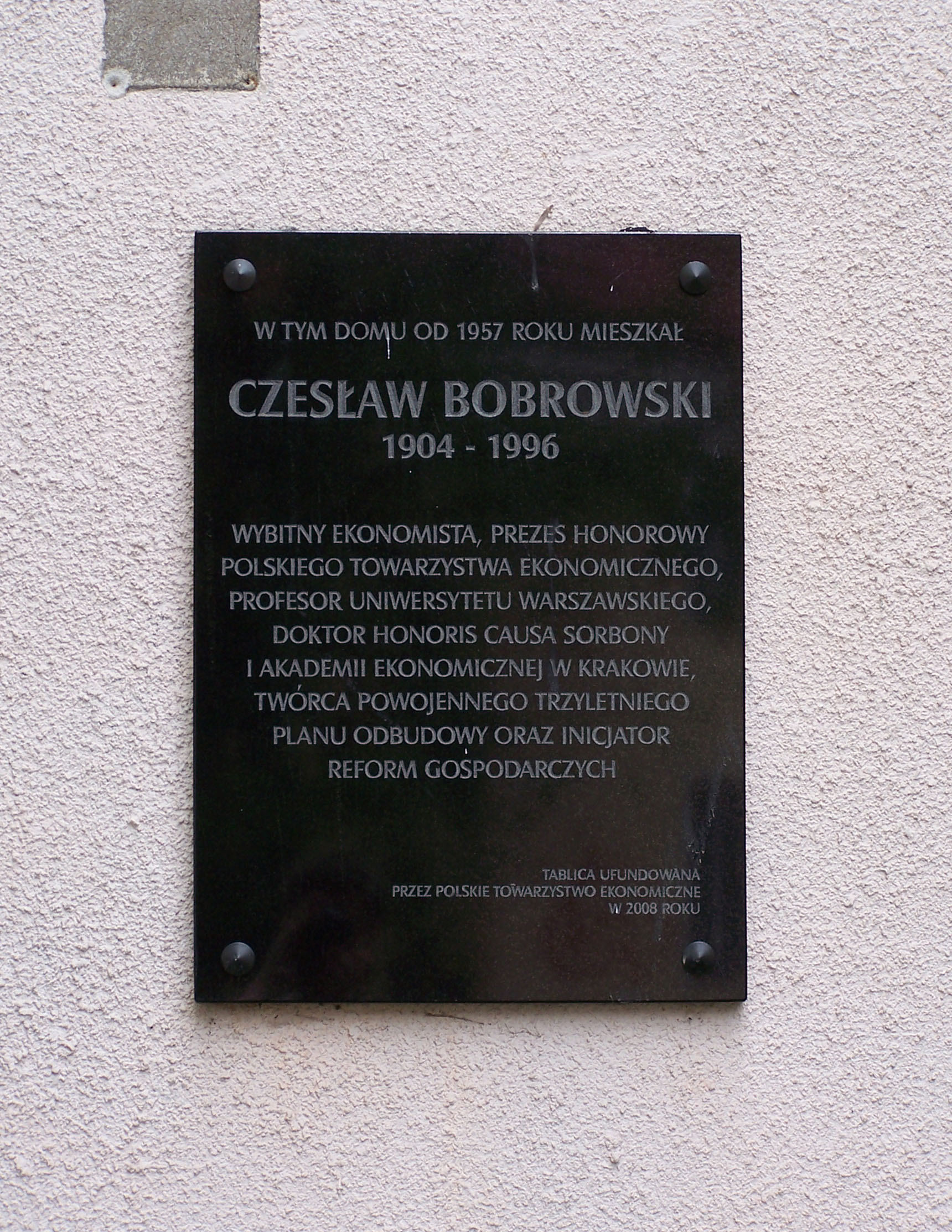
Меморіальна дошка на Жолібож

Чеслав Бобровський (17 лютого 1904, Сарни — 18 травня 1996, Варшава) — польський економіст, юрист, політолог і політик українського походження.

## Навчання
Син Адольфа Королко-Бобровського і Ядвігиз Оково-Кулакова з околиць Мстиславля в Білорусі. Як доброволець (старший стрілець) брав участь у польсько-радянській війні.
Ч.Бобровський закінчив гімназію в Любліні у 1921 році. Він також навчався на юридичному факультеті Варшавського університету, який закінчив у 1925 році.

## Трудова діяльність
З 1925 по 1926 роки він працював юридичним референтом Генерального Консульства в Празі. Підготовлений Паризькою школою політичних наук (Ecole des Sciences Politiques) у 1927 році.
У період 1927—1929 рр. Ч.Бобровський працював у департаменті Міністерства промисловості і торгівлі Республіки пПольща, виконуючи, між іншим, посаду заступника комісара Польського Товариства торгівлі з Росією «Polros».
У 1931—1932 роки він був директором радянсько-польської торгової компанії Sowpoltorg у Москві. А потім Ч.Бобровський у період з 1935 до 1939 рр. працював директором департаменту економічного форуму в Міністерстві сільського господарства та розвитку села у Польщі.
У 1930-ті роки він був головним редактором, заснованого ним, журналу «Національна економіка», зібравши навколо себе групу молодих економістів.

### Перша еміграція до Франції
Після агресії третього Рейху та вторгнення СРСР до Польщі Ч.Бобровський разом з посадовими особами міністерства виїхав 17 вересня 1939 року в Румунію. Звідти через Югославію та Італію відправився до Франції, де в 1940 році приєднався до Польської Армії. Після поразки Франції був інтернований до Швейцарії. Потім він втік з табору для інтернованих у Францію, де зайнявся діяльністю спочатку в Червоному Хресті, потім у Товаристві допомоги полякам у Франції. Займався допомогою для біженців з Польщі та ув'язненим у таборах.

### Міністерство Польщі в екзилі
У 1943 році, уникаючи арешту гестапо Ч.Бобровський виїхав з окупованої Франції через Іспанію і Португалію дістався Гібралтару, а звідки вирушив у Лондон. Тут він потрапив в 1944 році до студійної команди міністра фінансів уряду Польщі у вигнанні Людвіка Гросфельда. Ця команда розробила програму реконструкції та розвитку Польщі після Першої світової війни, а також типові рішення для польської економіки після Другої світової війни.
Після впровадження у червні 1945 року домовленостей Ялтинської конференції зі створення Тимчасового уряду національної єдності, а також міжнародного визнання 6 липня 1945 року польського уряду у вигнанні Чешлав Бобровський в серпні 1945 року повернувся до Польщі (як і Людвік Гросфельд).
Ч.Бобровський був приєднаний до Національної національної ради, а 10 листопада 1945 року він був призначений президентом Центрального управління планування. На цій посаді він працював з 1945 по лютий 1948 року, впроваджуючи, зокрема, трирічний план економічного відновлення Польщі. У лютому 1948 р. Ч.Бобровського було звільнено з посади під тиском ППР, Сталінізуючи економічну політику країни.

### Друга еміграція
У період з березня по грудень 1948 року він був депутатом парламенту в Стокгольмі. Покликаний в країну, побоюючись арешту, Ч.Бобровський відмовився від приїзду і відправився в грудні 1948 року в еміграцію до Франції.
З 1952 до 1956 рр. він працював науковим співробітником в Інституті політології та Національного центру наукових досліджень в Парижі (Centre Nationale de la Recherche Scientifique).
Після жовтня 1956 року Ч.Бобровський повернувся до Польщі. Він працював науковим співробітником Варшавського університету та заступником голови Економічної Ради при Раді Міністрів (1957—1963 рр.).

### Наукова діяльність
У 1958 році він отримав звання звичайного професора Варшавського Університету, але звідки пішов після подій березня 1968 року. У період 1967—1971 рр. працював викладачем в Паризькому університеті (Сорбонна).

### Експертна діяльність
У 1970-ті роки Ч.Бобровський був експертом ООН, консультуючи в Алжирі, Гані, Іраку і Сирії. В цей час він також: Голова Консультативної Економічної Ради у 1981—1987 роки.
Член Консультативної Ради при Голові Державної Ради ПНР Войцеха Ярузельського в 1986—1990 роки.
Почесний Президент Польського Економічного Товариства в 1986 році.
Депутат Крайова Рада Народова (1945—1947 рр.) та  польського Сейму (1947—1948 рр.).
Член ППС (1946—1948 роки засідав у його раді головної), потім ПОРП.
У 1961 році разом з Зигмунтом Бауманом, Яном Стжелецьким та Єжи Віатрем брав участь у дискусії, присвяченій майбутньому польського суспільства. Не як соціолог, педагог чи психолог, але як економіст, найбільшу небезпеку, що загрожує порушенням суспільного життя тодішньої Польщі, він бачив прогалинах соціальної освіти, в помилкових філософських обгрунтуваннях ставлення людей: справа почуття абсурду життя і відчуття відсутності зв'язку між своїм діями і тим, що нас чекає, філософія сліпої долі не може бути повністю подолана….

## Публікації
Ч.Бобровський — автор низки економічних праць, опублікованих у Польщі та за кордоном.
- Warunki i drogi rozwoju gospodarczego wsi (1936)
- Polityka społeczna na tle gospodarczym (1944)
- U źródeł planowania socjalistycznego (1956)
- Jugosławia socjalistyczna (1957)
- Modele gospodarki socjalistycznej (1957)
- Planowanie gospodarcze. Problemy podstawowe (1965)
- O gospodarce mieszanej w krajach Trzeciego Świata (1967)
- Źródła, problemy i tendencje przemian planowania gospodarczego (1981)
- Wspomnienia ze stulecia (1985)

## Нагороди
- Золотий Хрест Заслуги з Мечами,
- Медаль Перемоги і Свободи (1945),
- Командорський Хрест Ордена Відродження Польщі (1946)[6],
- Командорський Хрест із Зіркою Ордена Білого Лева (Чехословаччина),
- Хрестом Komandorski із Зіркою ООП
- Орденом «Будівельників Народної Польщі».